# Thomas Clifford Allbutt
Sir Thomas Clifford Allbutt (20 de julho de 1836 - 22 de fevereiro de 1925) foi um médico Inglês  e inventor do termómetro.
Allbutt foi professor de Física (um nome arcaico para designar medicina) na University of Cambridge em 1892 tendo contribuído para os estudo da hipertensão tendo descrito a hipertensão sem lesão renal e a hipertensão da pessoa idosa. Foi ordenado cavaleiro em 1907. foi eleito a Membro honorário a título estrangeiro da American Academy of Arts and Sciences em 1922.